# Rue Brisemiche
Rue Brisemiche je ulice v Paříži. Nachází se ve 4. obvodu.

## Poloha
Ulice vede od křižovatky s Rue du Cloître-Saint-Merri a končí na křižovatce s Rue Saint-Merri. Celou západní stranu ulice ohraničuje Place Igor-Stravinsky s fontánou z roku 1981.

## Historie
Název ulice pochází od slova „miche“ (bochník chleba), které se zde vyráběly pro kanovníky kostela Saint-Merri.
Od roku 1207 se ulice nazývala různými jmény: Vicus de Bay-le-Hoeu, Rue Baille-Heu, Rue Bailleheu, Rue Baillehoë nebo Rue Baille-Hoë. Kolem roku 1273 měla název Rue de la Bouclerie nebo Rue de la Petite Bouclerie a v roce 1512 pak Rue de la Baudroierie nebo Rue de la Baudrerie. V seznamu Le Dit des rues de Paris je uvedena pod názvem Rue Baillehoe.
Ulice byla až do 16. století součástí klauzury kostela. V roce 1560 byl úsek mezi Rue Maubuée a Rue Neuve-Saint-Merri přejmenován na Rue du Poirier.
Ministr Jean-Antoine Chaptal vydal 5. října 1801 vyhlášku, která stanovila nejmenší šířku této ulice na 6 metrů. Na základě pozdějšího královského nařízení se tato šířka zvětšila na 10 metrů.
V 19. století byla Rue Brisemiche dlouhá 78 metrů, začínala u Rue du Cloître-Saint-Merri a končila na Rue Neuve-Saint-Merri.
V roce 1911 došlo k rozšíření ulice, když absorbovala Rue Taillepain.
Na základě vyhlášky ze dne 13. srpna 1971 byla část, která se rozkládala mezi Rue Saint-Merri a Rue Simon-le-Franc, v roce 1972 zrušena kvůli výstavbě Centre Georges Pompidou.